# Пратвьель
Пратвье́ль (фр. Pratviel, окс. Pratvièlh) — коммуна во Франции, находится в регионе Юг — Пиренеи. Департамент — Тарн. Входит в состав кантона Плен-де-л’Агу. Округ коммуны — Кастр.
Код INSEE коммуны — 81213.

## География
Коммуна расположена приблизительно в 590 км к югу от Парижа, в 36 км восточнее Тулузы, в 39 км к юго-западу от Альби.

## Климат
Климат умеренно-океанический. Зима мягкая и дождливая, лето жаркое с частыми грозами. Ветры довольно редки.

## Население
Население коммуны на 2010 год составляло 82 человека.
| 1962 | 1968 | 1975 | 1982 | 1990 | 1999 | 2010 |
| ---- | ---- | ---- | ---- | ---- | ---- | ---- |
| 140  | 124  | 96   | 93   | 84   | 79   | 82   |

## Администрация
| Период | Период | Фамилия       | Партия | Примечания |
| ------ | ------ | ------------- | ------ | ---------- |
| 2001   | 2008   | Андре Морьес  |        |            |
| 2008   | 2020   | Пьер Брессоль |        |            |

## Экономика
В 2007 году среди 53 человек в трудоспособном возрасте (15—64 лет) 39 были экономически активными, 14 — неактивными (показатель активности — 73,6 %, в 1999 году было 75,9 %). Из 39 активных работали 38 человек (18 мужчин и 20 женщин), безработной была 1 женщина. Среди 14 неактивных 6 человек были учениками или студентами, 5 — пенсионерами, 3 были неактивными по другим причинам.